# 甲斐杏奈の今夜もcheck check!
『甲斐杏奈の今夜もcheck check!』（かいあんなのこんやもチェック チェック!）は宮崎放送（MRTラジオ）で2021年4月3日から2022年3月26日まで土曜22:00 - 23:00に放送されていたラジオ番組である。

## 概要
番組の愛称はあんチェキ。Twitter公式ハッシュタグは「#あんなよる」。
宮崎放送のテレビ番組『Check!』と連動した番組で、前番組のJADDOのスタッフとコーナーを引き継いでいる部分がある。
投稿はメール以外にもMRTアプリからも受け付けている。
前身番組『JADDO』から引き続き、他局のラジオ番組である山陽放送『あもーれ!マッタリーノ』や大分放送『夜のイチスタ』、高知放送『水曜日のカツオボーイズ』と交流がある。
2022年3月12日(土)の放送において、今月末で番組が終了することが発表された。

### 番組のルール
- 前番組とは違い、下ネタは一切受け付けていない。
- リスナーへの生電話は、ディレクターがメールチェックで忙しいため受け付けていない。
- 各コーナーの締切は木曜日の7時までとなっている[注 1]。各コーナーの最優秀ネタには、番組公式のステッカーがプレゼントされる。

## 放送時間

### 歴代の放送時間
- 毎週土曜 22:00 - 23:00 (2021年10月 - 2022年3月)
- 毎週土曜 22:00 - 23:30 (2021年4月 - 2021年9月)

放送はMRTラジオ公式YouTubeチャンネルにて生放送されており、放送前・放送中の様子や放送終了後のアフタートーク、プレゼント抽選会の様子が視聴できる。また、MRTラジオ公式YouTubeチャンネルで第1回,第17回から第20回のアフタートーク、第21回からの生放送の様子がアーカイブされている。

## コーナー

### 歴代のコーナー
杏奈の日記
オープニングに行う甲斐の最近の出来事などを語るコーナー。
しりとりミュージック
番組内で流す曲をしりとりで繋いでいく。
オープニングクイズ
しりとりミュージックの1曲目を当てるクイズコーナー。ヒントは放送当日の夕方につぶやかれる。正解者にはチェキが送られる。
メッセージテーマ
毎週変わるテーマに関するメッセージを募集するコーナー。
Checkをcheck
MRTテレビのCheck!と連動したコーナー、アンケートや番組情報を伝える。
ちょっと聞いてよ杏奈ちゃん!
リスナーの聞いてほしいことをや悩みを、甲斐およびゲストが応える。
じわりストーリー
第7回（2021年5月15日放送）からスタートしたコーナー。リスナーから投稿されるエピソードで、後からじわり笑えるネタをストーリー仕立てで紹介する。
わかるぅ~をcheck!
リスナーから投稿されたエピソードで、甲斐杏奈およびディレクターが「わかるぅ~」と思う事をチェックする。
やだな!をcheck!
自分が経験したことや想像しただけで「やだな!」と思う事を甲斐杏奈がチェックする。第4回（2021年4月24日放送）で終了。
甲斐の回文コーナー
リスナーが考えた回文を、甲斐杏奈が淡々と読みあげる。ネット上にあがっている回文を送るリスナーがいたため第8回（2021年5月8日放送）で終了。
雑学をcheck!
リスナーの知っている雑学を甲斐杏奈がチェックする。ネット上での既出ネタが多いため、第13回（2021年6月26日放送）で終了。
23時の時報
全国のパーソナリティから時報コメントを募集し、紹介する。第24回（2021年9月25日放送）で終了。

## 出演者
- 甲斐杏奈
- 岩切速郎（宮崎放送ラジオディレクター）第7回～第24回

## エピソード
- 第1回（2021年4月3日放送）では、宮崎放送Check!に出演している、川野武文アナウンサー（愛称・武坊（たけぼう））と電話を繋いだ。
- 2021年4月25日放送のTBSラジオ『爆笑問題の日曜サンデー』の企画「全日本ラジオ新番組選手権 2021」で紹介された[13]。
- 第7回（2021年5月1日放送）では、マンゴープレゼントがリスナー2名に実施された。
- 第8回（2021年5月8日放送）では、JADDO時代からチェリーボーイであったリスナーが、脱チェリーボーイしたと報告があった[14]。